# Markevîceve, Berezivka
Markevîceve (în ucraineană Маркевичеве) este un sat în comuna Konopleane din raionul Berezivka, regiunea Odesa, Ucraina.

## Demografie
Componența lingvistică a localității Markevîceve
     Ucraineană (89,66%)
     Română (5,32%)
     Rusă (3,25%)
     Alte limbi (0,3%)
Conform recensământului din 2001, majoritatea populației localității Markevîceve era vorbitoare de ucraineană (89,66%), existând în minoritate și vorbitori de română (5,32%) și rusă (3,25%).